# Centro Médico Weill Cornell
O Centro Médico Weill Cornell (Weill Cornell Medical Center) (/waɪl/), anteriormente conhecido como Hospital New York (New York Hospital) ou Antigo Hospital New York (Old New York Hospital) ou Hospital da Cidade (City Hospital), é um hospital de investigação na cidade de Nova Iorque. Faz parte do Hospital Presbiteriano de Nova Iorque e é o hospital universitário da Universidade de Cornell.
O hospital foi fundado em 1771 com uma carta de George III. É o segundo hospital mais antigo da cidade de Nova Iorque e o terceiro hospital mais antigo dos Estados Unidos. Desde 1912, é o principal hospital universitário da Weill Cornell Medicine, a unidade de investigação biomédica e a faculdade de medicina da Universidade de Cornell.
O Weill Cornell está localizado na Rua East 68th, em Upper East Side, na cidade de Nova Iorque. Antes de se mudar para a sua localização no Upper East Side em 1932, situava-se na Broadway entre as Ruas Duane e Anthony (atualmente Rua Worth). Em 1998, o Weill Cornell fundiu-se com o Hospital Presbiteriano (Presbyterian Hospital) para formar o Hospital Presbiteriano New York.

## História

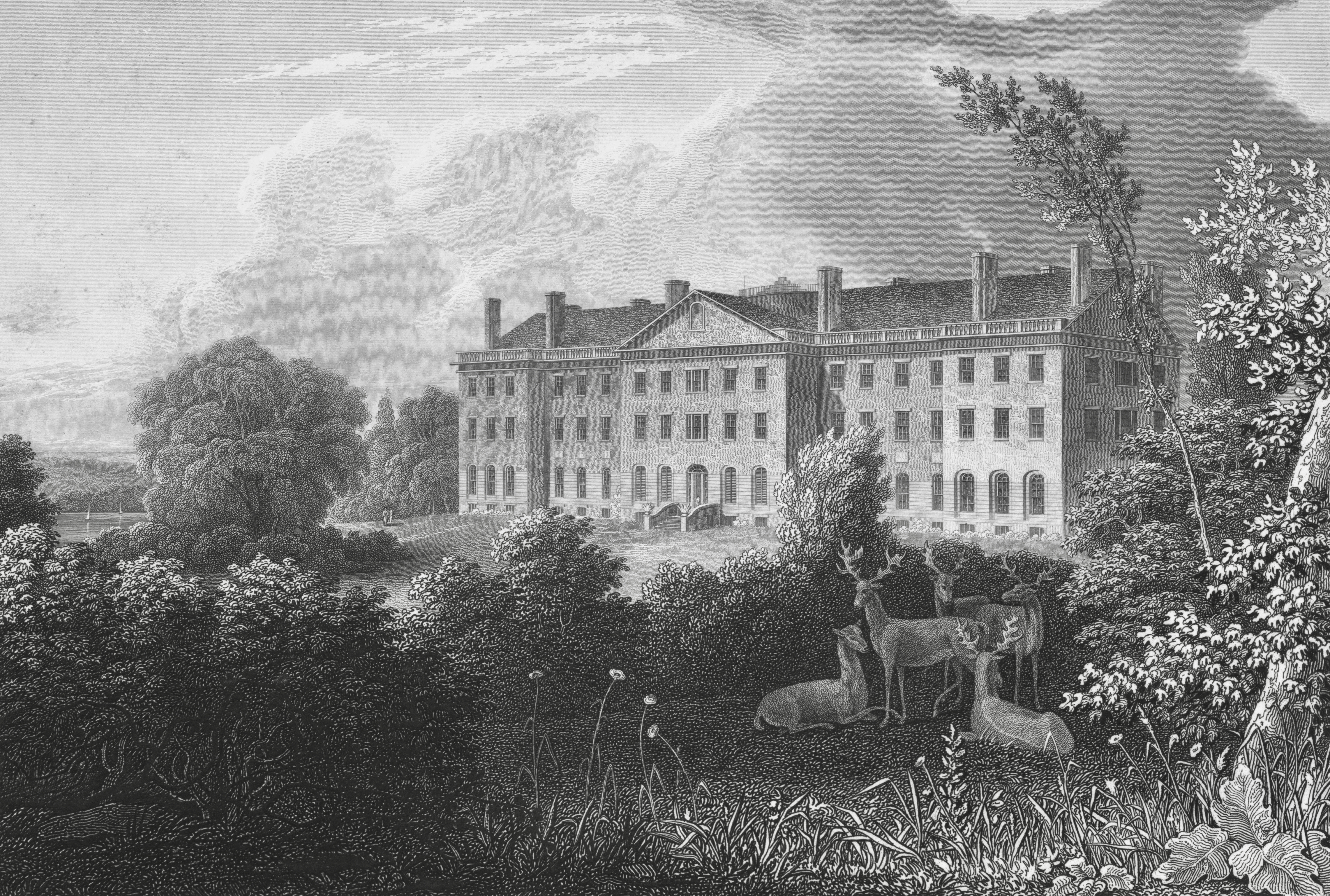
Manicômio Bloomingdale, c. 1830.

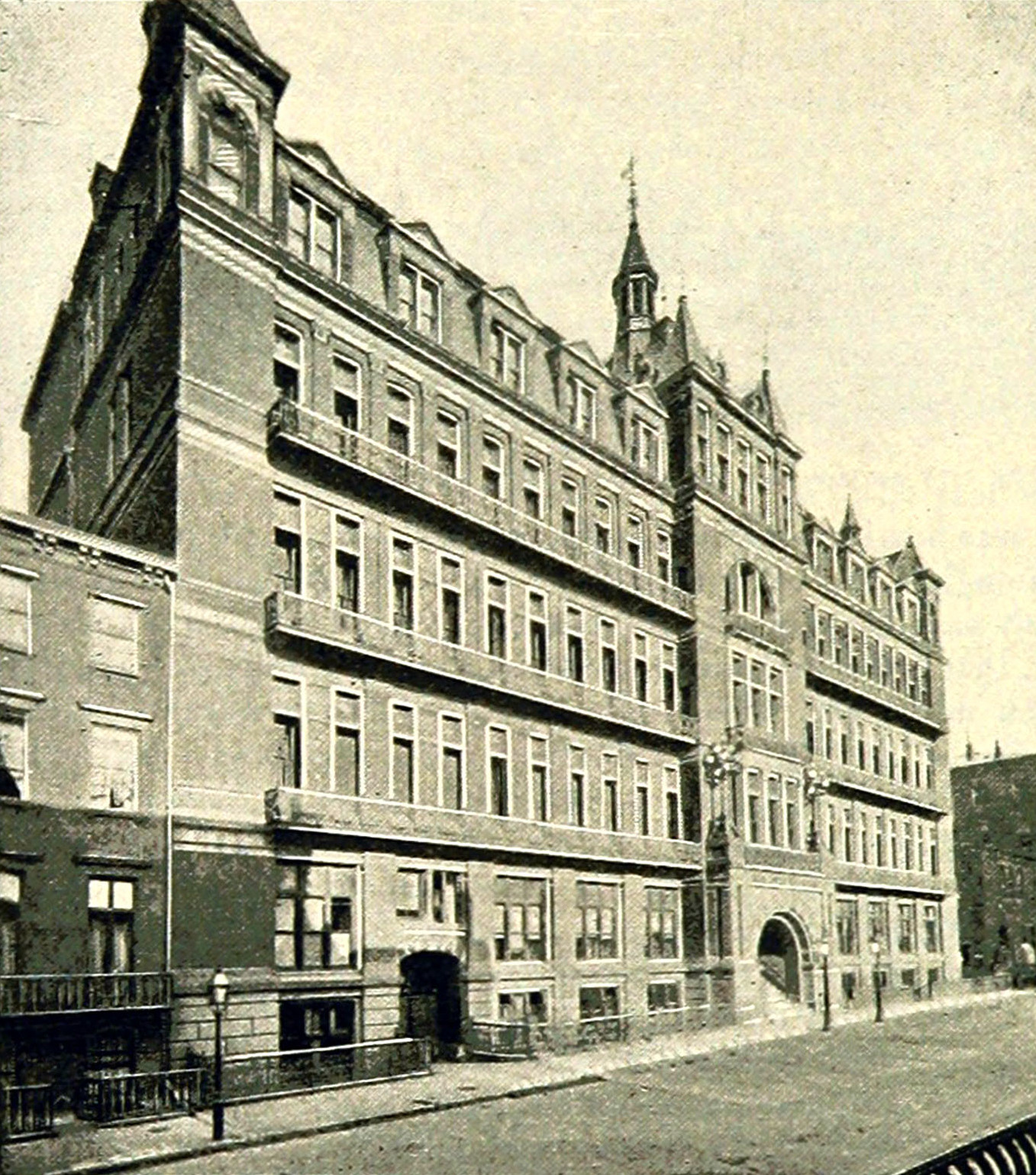
Ilustração de 1893 da fachada do hospital na Rua West 15th, próximo à Quinta Avenida.

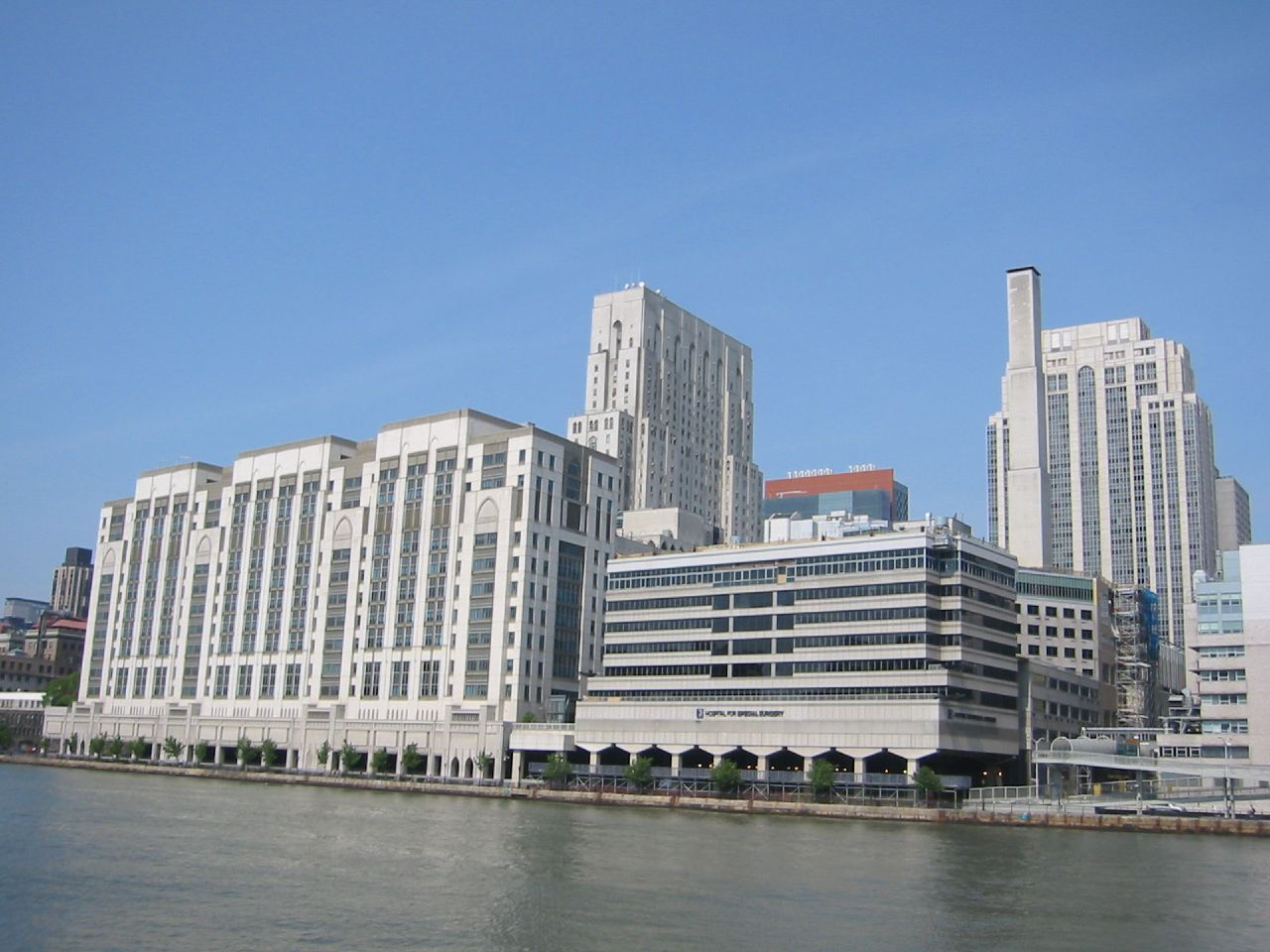
Centro Médico Weill Cornell (à esquerda) e Hospital de Cirurgia Especial (à direita), 2006.

A origem do hospital remonta ao discurso de abertura de Samuel Bard, licenciado pela Escola de Medicina da Universidade de Edimburgo e professor de medicina, proferido em 1769 aos dois primeiros médicos licenciados pela King's College, atualmente Escola de Médicos e Cirurgiões de Vagelos da Universidade Columbia, intitulado "Um discurso sobre os deveres de um médico, com alguns sentimentos sobre a utilidade e a necessidade de um hospital público". Mais tarde, os líderes da cidade de Nova Iorque prometeram mil libras esterlinas para a criação do hospital.
Peter Middleton relatou o progresso desta ideia num outro discurso proferido no King's College, a 3 de novembro de 1769, afirmando que "a necessidade e utilidade de uma enfermaria pública foram expostas de forma tão calorosa e patética num discurso proferido pelo Dr. Samuel Bard... que sua Excelência, Sir Henry Moore, iniciou imediatamente uma subscrição para esse fim, para a qual ele próprio e a maioria dos cavalheiros presentes contribuíram liberalmente". Pouco depois, o novo governador da colónia, John Murray, 4º conde de Dunmore, por interposição do vice-governador Cadwallader Colden, criou um fundo para a criação de um hospital.
A 13 de junho de 1771, o Rei Geroge III da Grã-Bretanha concedeu uma carta real para estabelecer "A Sociedade do Hospital New York na Cidade de Nova Iorque na América" e um Conselho de Governadores para a "receção de pacientes que necessitem de tratamento médico, tratamento cirúrgico e maníacos". A primeira reunião regular dos governadores após a sua organização teve lugar a 24 de julho de 1771, na Taberna Fraunces, o mesmo local onde o General Washington se despediu dos seus oficiais a 4 de dezembro de 1783.
Na primeira reunião estiveram presentes o então presidente do hospital, John Watts, Philip Livingston e Gerardus William Beekman. Os governadores adquiriram 2 ha em 1771, num terreno elevado rodeado, na altura, em três lados por pântanos. A localização ficava a vários quilômetros da parte central de Nova Iorque; aparentemente, previa-se a expansão da cidade e a drenagem dos pântanos, que abrigavam malária.
A construção de um edifício começou em 1773, mas foi destruído por um incêndio antes da sua conclusão. A Guerra Revolucionária Americana atrasou a reconstrução do edifício, mas uma estrutura parcial na Broadway e na Rua Duane serviu de quartel para soldados do Exército Hessiano e Britânico, de laboratório para o ensino de anatomia a estudantes de medicina e de hospital militar.
Embora inicialmente ignorados pela comunidade em geral, os incidentes de roubo de túmulos na década de 1780 foram alvo de indignação pública quando os estudantes de medicina que praticavam estes atos para os dissecar para fins anatomicos deixaram de roubar o Cemitério Africano de Nova Iorque e passaram a roubar o Cemitério Trinity, mais próximo. Seguiu-se uma rusga à universidade, um ataque aos estudantes perpetradores e um motim, conhecido como A Revolta dos Médicos de 1788.
O hospital foi inaugurado a 3 de janeiro de 1791. Inicialmente era um pequeno edifício de dois andares em forma de H, localizado ao longo do lado oeste da Broadway, entre as atuais Ruas Worth e Duane, recuado cerca de 27 metros em relação à fachada da rua para permitir a criação de espaços verdes e a expansão. Os primeiros pacientes do hospital sofriam de varíola, sífilis e transtorno bipolar agudo. Em 1798, os governadores do hospital anunciaram que as prioridades do hospital eram, em primeiro lugar, o tratamento médico, em segundo lugar, o tratamento cirúrgico, em terceiro lugar, o tratamento psiquiátrico dos doentes médicos (então chamados "maníacos") e, em quarto lugar, o tratamento pós-parto das mulheres.

### Década de 1800
Após alguns anos de experiência no tratamento de pessoas com transtornos mentais, o conselho de administração do hospital decidiu construir um edifício adicional destinado a especializar-se nesse campo. Depois de receberem ajuda financeira do legislador do estado de Nova Iorque, os governadores construíram "um edifício de pedra substancial e espaçoso nos terrenos do hospital na cidade, dentro do mesmo recinto, e apenas a alguns metros de distância do edifício original. Foi concluído e inaugurado a 15 de julho de 1808. No mesmo dia, foram transferidos 19 doentes de outros edifícios para este edifício e foram admitidos 48 doentes no total. O novo departamento foi chamado de Asilo dos Lunáticos.
Em junho de 1821, o hospital abriu o Manicómio de Bloomingdale na Broadway e Rua West 116th em Morningside Heights. Devido a pressões imobiliárias, o hospital mudou-se para White Plains, Nova Iorque em 1891, onde acabou por se tornar a Clínica Psiquiátrica Payne Whitney, agora conhecida como "New York-Presbyterian/Westchester". O sítio de Morningside Heights tornou-se parte da Universidade Columbia.
O Hospital New York ficou maior do que seu edifício original da década de 1870 podia comportar e mudou-se para um novo edifício entre as Quinta e Sexta Avenidas e as Ruas West 15th e 16th, inaugurado em 1877. As instalações originais foram mantidas como uma "casa de socorro", que se mudou para a Rua Hudson em 1884.

### Afiliação com a Universidade de Cornell
Em 1912, o Hospital New York tornou-se afiliado à Faculdade de Medicina da Universidade Cornell. Em 1932, mudou-se para uma instalação conjunta, o Hospital New York-Centro Médico Cornell, atualmente Centro Médico Weill Cornell, na Avenida York entre as Ruas East 67th e 68th.
Em 1998, fundiu-se administrativamente com o Hospital Presbiteriano para se tornar no Hospital Presbiteriano New York (NYP). O local funciona como um dos seis campus do NYP.

## Hospital Pediátrico Komansky
Em 2005, o Hospital Pediátrico Komansky foi criado no Centro Médico Weill Cornell através de uma doação filantrópica do executivo financeiro americano David Komansky, que dá nome ao hospital.
O Hospital Pediátrico Komansky é um hospital pediátrico de cuidados intensivos localizado no Centro Médico Weill Cornell. O hospital tem 103 leitos e está associado ao Weill Cornell Medicine e é membro do Hospital Presbiteriano New York. O hospital oferece especialidades e subespecialidades pediátricas abrangentes a pacientes pediátricos com idades entre 0 e 20 anos em toda a cidade de Nova York.
O hospital está certificado como um Centro de Trauma de Nível II e abriga a única unidade pediátrica de queimados na área metropolitana de Nova Iorque. O Komansky Children's Hospital é um hospital pediátrico de serviço completo dentro de um hospital e tem sido regularmente listado pelo U.S. News & World Report como um dos melhores hospitais pediátricos do país. É um dos únicos dez hospitais pediátricos do país a ser classificado pelo U.S. News & World Report em todas as dez especialidades clínicas.

## Nascimentos, hospitalizações e mortes notáveis

### Nascimentos
- George Carlin, comediante e escritor.
- Caroline Kennedy, embaixadora dos EUA na Austrália e filha do antigo presidente dos EUA John F. Kennedy.
- Sean Lennon, músico e filho de John Lennon e Yoko Ono.
- Jay Rockefeller, antigo senador dos EUA.
- Príncipe Constantino Alexios da Grécia e Dinamarca, filho de Paulo, Príncipe Herdeiro da Grécia.
- Princesa Maria Olympia da Grécia e Dinamarca, filha de Paulo, Príncipe Herdeiro da Grécia.
- Príncipe Achileas Andreas da Grécia e Dinamarca, filho de Paulo, Príncipe Herdeiro da Grécia.
- Princesa Leonor, Duquesa da Gotlândia, neta de Carl XVI Gustaf da Suécia e membro da Casa de Bernadotte.

### Hospitalizações
- Lauren Manning, escritora e vítima dos atentados de 11 de setembro.

### Mortes
- Arthur Ashe, jogador de tênis profissional
- Robert Atkins, médico que desenvolveu a Dieta Atkins.
- Emil N. Baar, juiz da Suprema Corte de Nova Iorque.
- Peaches Browning, atriz.
- Cy Coleman, compositor.
- Jessica Dragonette, cantora.
- Nora Ephron, atriz.
- Constance Ford, atriz e modelo.
- Frederic Franklin, coreógrafo.
- Greta Garbo, atriz.
- Gertrude Lawrence, atriz.
- Lester del Rey, autor de ficção científica.
- Gloria Swanson, atriz.
- Robert A. Taft, ex-senador dos EUA.
- Andy Warhol, artista e diretor de cinema.
- Elisabeth Irwin, fundadora da Little Red School House.